# Tschirpen
Tschirpen är en bergstopp i Schweiz.   Den ligger i regionen Plessur och kantonen Graubünden, i den östra delen av landet, 170 km öster om huvudstaden Bern. Toppen på Tschirpen är 2 728 meter över havet, eller 89 meter över den omgivande terrängen. Bredden vid basen är 0,54 km.
Terrängen runt Tschirpen är huvudsakligen bergig, men den allra närmaste omgivningen är kuperad. Närmaste större samhälle är Chur, 11,8 km nordväst om Tschirpen. 
Trakten runt Tschirpen består i huvudsak av gräsmarker. Runt Tschirpen är det glesbefolkat, med 16 invånare per kvadratkilometer.